# Saint-Maur (Indre)
Saint-Maur è un comune francese di 3 458 abitanti situato nel dipartimento dell'Indre nella regione del Centro-Valle della Loira.

## Società

### Evoluzione demografica
Abitanti censiti